# Kurt Leuninger
Kurt Leuninger (* 6. April 1932 in Weilburg) ist ein deutscher Politiker und gehört der Sozialdemokratischen Partei Deutschlands an.
Leuninger war im Jahr 1974 staatsbeauftragter Landrat des Oberlahnkreises und im Anschluss daran staatsbeauftragter Erster Kreisbeigeordneter des neugebildeten Landkreises Limburg-Weilburg. 
Von 1980 bis 1997 war er Bürgermeister der Gemeinde Löhnberg.
Kurt Leuninger vertrat den Landkreis Limburg-Weilburg von 1969 bis 1997 beim Landeswohlfahrtsverband Hessen als Abgeordneter der Verbandsversammlung. Von 1997 bis 2006 war er als Beigeordneter des Verwaltungsausschusses beim Landeswohlfahrtsverband Hessen ehrenamtlich tätig.
2008 wurde er mit dem Bundesverdienstkreuz 1. Klasse ausgezeichnet.